# Klaus Allofs
Klaus Allofs (født 5. december 1956 i Düsseldorf, Vesttyskland) er en pensioneret tysk fodboldspiller, der spillede som angriber hos de tyske klubber Fortuna Düsseldorf, FC Köln og Werder Bremen, samt for Marseille og Bordeaux i Frankrig. Han var desuden en årrække fast mand på Tysklands landshold, som han blev både europamester i 1980 med, og nr. 2 med ved VM i 1986. Han er storebror til Thomas Allofs.

## Klubkarriere

### Fortuna Düsseldorf
Allofs startede sin seniorkarriere i 1975 hos Fortuna Düsseldorf, som han var tilknyttet i seks sæsoner. To gange, i 1979 og 1980 var han med til at vinde DFB-Pokalen med holdet, og var også i finalen i Pokalvindernes Europa Cup med klubben i 1979. Dette år blev han også topscorer i Bundesligaen.

### FC Köln
Efter i 1981 at være skiftet til Düsseldorfs lokalrivaler 1. FC Köln fortsatte Allofs med sin gode form og sine mange mål. Han vandt i 1983 med klubben endnu en DFB-Pokaltitel, og blev i 1985 for anden gang Bundesligaens topscorer. I 1986 var han desuden med til at føre klubben frem til finalen i UEFA Cuppen, der dog blev tabt til spanske Real Madrid.

### Olympique Marseille
Efter seks sæsoner og en masse succes i Köln prøvede Allofs i 1987 lykken i udlandet, da han skrev kontrakt med Ligue 1-klubben Olympique Marseille i Frankrig. Hans to sæsoner i klubben bød på 59 ligakampe og 20 scoringer, og kulminerede i det andet år, da klubben vandt The Double, altså både Ligue 1 og Coupe de France.

### Girondins Bordeaux
Marseilles sydfranske rivaler Girondins Bordeaux blev næste stop for Allofs, da han skrev kontrakt med klubben i 1989. Han spillede kun for klubben i en enkelt sæson, og nåede at score 14 mål i 37 ligakampe.

### Werder Bremen
Allofs afsluttede sin karriere tilbage i Tyskland, med tre sæsoner hos traditionsklubben Werder Bremen. Opholdet her blev særdeles succesfuldt, idet han i 1993 her vandt sit eneste tyske mesterskab, og året før sin fjerde DFB-Pokal. Det lykkedes ham også, i tredje forsøg, at vinde en Europa Cup-finale, da klubben i 1992 triumferede i Pokalvindernes Europa Cup efter finalesejr over AS Monaco. Allofs scorede her det ene mål i Werders 2-0 sejr.

## Landshold
Allofs nåede over en periode på elleve år at spille 56 kampe og score 17 mål for Vesttysklands landshold. Han debuterede for holdet i 1978 og var efterfølgende med til at blive europamester ved EM i 1980 i Italien og sølvvinder ved VM i 1986 i Mexico. Han var også i truppen til EM i 1984 i Frankrig. Ved EM-triumfen i 1980 blev han desuden turneringens topscorer.

## Titler
Bundesligaen
- 1993 med Werder Bremen

DFB-Pokal
- 1979 og 1980 med Fortuna Düsseldorf
- 1983 med FC Köln
- 1991 med Werder Bremen

Ligue 1
- 1989 med Olympique Marseille

Coupe de France
- 1989 med Olympique Marseille

Pokalvindernes Europa Cup
- 1991 med Werder Bremen

EM
- 1980 med Vesttyskland